# Małgorzata Pronobis-Brzezińska
Małgorzata Maria Pronobis-Brzezińska – polska  specjalistka w zakresie  konserwacji i restauracji dzieł sztuki, doktor habilitowany, profesor Uniwersytetu Mikołaja Kopernika w Toruniu.

## Życiorys
W 1990 ukończyła studia magisterskie na Uniwersytecoe Mikołaja Kopernika w Toruniu. W 2006 roku uzyskała doktorat, a w 2018 stopień doktora habilitowanego na UMK. Jest profesorem UMK i wykładowcą w Katedrze Konserwacji-restauracji Papieru i Skóry Instytutu Sztuk Plastycznych i Konserwacji Dzieł Sztuki Wydziału Sztuk Pięknych UMK.

## Wybrana bibliografia autorska
- Leksykon oprawoznawczy (Wydawnictwo Uniwersytetu Kazimierza Wielkiego, Bydgoszcz, 2023; ISBN:9788380185814) wspólnie z Elżbietą Pokorzyńską i Arkadiuszem Wagnerem